# Grand prix national des Lettres
Le grand prix national des lettres a été créé en 1950 par le ministre chargé de la Culture pour couronner un écrivain qui contribue au rayonnement des lettres françaises. Il n'est plus attribué depuis 1999.

## Historique

### Création et organisation
Le prix est créé sous l'impulsion du ministre des Affaires culturelles André Malraux dans les années 1950.
L’arrêté du 10 octobre 1960 relatif au grand prix national des lettres est modifié par l’arrêté du 29 novembre 1976 et abrogé par l'arrêté du 26 novembre 1979.
L'arrêté du 10 octobre 1960 prévoyait que : « Ce prix est attribué, sans condition d’âge ni acte de candidature, à un écrivain d’expression française qui, par l’ensemble de son œuvre, a contribué à l’illustration des lettres françaises, sans distinction de genre. Il ne se partage pas. » Son montant était fixé chaque année par la loi de finances. Le jury était ainsi composé :
- Le directeur général des arts et des lettres, président ; le chef du service des lettres, secrétaire ;
- 3 membres respectivement désignés pour une période de 3 ans par l’Académie française (2 membres) et l’académie Goncourt (1 membre) et présentés à l’agrément du ministre des affaires culturelles avant le 31 mai de l’année au titre de laquelle le jury est renouvelable ; Le président de le Société des gens de lettres de France ;
- Les écrivains français prix Nobel de littérature ;
- 5 écrivains de nationalité française choisis pour une période de 3 ans par la réunion des membres énumérés ci-dessus ;
- 5 écrivains de nationalité française nommés par le ministre des affaires culturelles.

Le directeur général des arts et des lettres était chargé de l’application de l'arrêté du 10 octobre 1960.

### Recréation
Le grand prix national des lettres, par l'abrogation de l'arrêté du 10 octobre 1960, a été recréé en même temps que 10 autres grands prix par les arrêtés du 26 novembre 1979 :
- Grand prix national de l’archéologie ;
- Grand prix national des arts  graphiques ;
- Grand prix national de la chanson ;
- Grand prix du cinéma ;
- Grand prix national de la danse ;
- Grand prix national de la musique attribué en 1970 au chorégraphe Maurice Béjart ;
- Grand prix du patrimoine ;
- Grand prix national de la peinture ;
- Grand prix national de la photographie ;
- Grand prix national de la sculpture.

### Évolution
En 1965, Henri Michaux refuse le prix.
Le 28 décembre 1981, le député Emmanuel Hamel demande au ministre de la Culture Jack Lang : « par qui et comment sont choisis les lauréats des grands prix nationaux du ministère de la culture et quelles sont les préoccupations prises pour que les choix soient à l'abri de tout soupçon de favoritisme, de mode, d'esprit partisan ,. » Le ministre lui répond : « Les grands prix nationaux du ministère de la culture, qui sont décernés depuis trente ans, ont pour vocation de consacrer dans chaque domaine des personnalités ou des talents qui, chacun à sa manière, ont marqué la vie culturelle de la France. Ces prix — au nombre de seize en 1981 — sont attribués sans condition d'âge, de nationalité, ni acte de candidature par un jury, renouvelé chaque année, présidé par le directeur compétent du ministère de la culture. La composition du jury, formé de membres de droit et de personnalité [sic] du monde des arts et de la culture, est fixée par un arrêté du ministre de la culture. En 1981 ont été décernés pour la première fois un grand prix national de la poésie et un grand prix national des métiers d'art,. »
En 1988, le grand prix national de la poésie est intégré dans le grand prix national des lettres[à développer],[réf. nécessaire]. Mais le grand prix de poésie est recréé séparément en 2012, sous l'impulsion du ministre de la Culture Frédéric Mitterrand. Celui-ci est toujours décerné.
Le Rapport Livre 2010, Pour que vive la politique du livre de Sophie Barluet réalisé en juin 2007 pour le ministère de la Culture propose de restaurer un grand prix national des lettres avec un budget de 100 000 € sur cinq ans, financés par redéploiement sur le budget du Centre national du Livre. Le rapport préconise une commission indépendante afin de garantir l'impartialité d'un tel prix. Dans l'historique du prix, il indique que « Après 50 ans d'existence régulière, le Grand Prix national des Lettres a disparu, en 2000. Le ministère y a renoncé de façon tout à fait dommageable alors même que ce prix bénéficiait d'un grand prestige. 
En 50 ans, l'excellence du palmarès littéraire ne s'est, en effet, jamais démentie. Le prix a récompensé 
aussi bien des auteurs devenus classiques comme Louis Guilloux ou Maurice Genevoix, que des écrivains iconoclastes comme Jean Genet et Pierre Klossowski. Parmi les 50 lauréats, Valéry Larbaud, Saint John Perse, Marguerite Yourcenar, Louis-René Desforêts, Patrick Modiano, Robert Pinget ou Michel Houellebecq sont quelques-uns des écrivains distingués par ce prix. » Le rapport insiste sur trois caractéristiques faisant l'originalité et la légitimité du prix, tout en concrétisant une mission essentielle du ministère à savoir soutenir la création littéraire contemporaine : 
- « Décerné par l'État, ce prix échappait à tout intérêt économique et se distinguait des autres prix par son impartialité et son indépendance. En contrepartie, il a su également se prémunir efficacement des risques d'un art officiel ou d'une institutionnalisation culturelle en veillant à la composition scrupuleuse et à l'indépendance des jurys[1]. »
- « Attribué en récompense à l'intégralité d'une œuvre et non pas simplement à un ouvrage — fait rare dans la typologie des prix existant —, ce Grand Prix des Lettres avait pour vocation de célébrer les grands auteurs vivants[1]. »
- « Doublé, à partir de 1998, d'une récompense attribuée à un jeune talent des lettres, ce prix remplissait une fonction de consécration mais aussi de révélation d'une œuvre en voie de réalisation[1]. »

## Fonctionnement actuel
L'arrêté du ministre de la Culture publié au Journal officiel datant du 26 novembre 1979 dispose que : « Le grand prix national des lettres est décerné chaque année à un écrivain d'expression francaise qui par l'ensemble de son oeuvre a contribué à l'illustration des lettres françaises sans distinction de genre [littéraire] » et ne se partage pas.
Le jury comprend, outre le directeur du livre, président, onze personnalités désignées pour un an par le ministre de la culture et de la communication. Le directeur du livre est chargé de l’exécution de l'arrêté du 26 novembre 1979.

## Liste des lauréats

### Années 1950
- 1951 : Alain (Émile Chartier)
- 1952 : Valery Larbaud
- 1953 : Henri Bosco[8]
- 1954 : André Billy
- 1955 : Jean Schlumberger
- 1956 : Alexandre Arnoux
- 1957 : Louis Martin-Chauffier
- 1958 : Gabriel Marcel
- 1959 : Saint-John Perse (Alexis Leger)

### Années 1960
- 1960 : Marcel Arland
- 1961 : Gaston Bachelard
- 1962 : Pierre Jean Jouve
- 1963 : Jacques Maritain
- 1964 : Jacques Audiberti
- 1965 : Henri Michaux (refusé)
- 1966 : Julien Green
- 1967 : Louis Guilloux
- 1968 : Jean Grenier
- 1969 : Jules Roy

### Années 1970
- 1970 : Maurice Genevoix
- 1971 : Jean Cassou
- 1972 : Henri Petit
- 1973 : Jacques Madaule
- 1974 : Marguerite Yourcenar
- 1975 : André Dhôtel
- 1976 : Armand Lunel
- 1977 : Philippe Soupault
- 1978 : Roger Caillois
- 1979 : Marcel Brion

### Années 1980
- 1980 : Michel Leiris (refusé)
- 1981 : Pierre Klossowski
- 1982 : Nathalie Sarraute
- 1983 : Jean Genet
- 1984 : Jean Cayrol
- 1985 : André Pieyre de Mandiargues
- 1986 : Kateb Yacine
- 1987 : Robert Pinget
- 1988 : Maurice Nadeau
- 1989 : Jean-Toussaint Desanti

### Années 1990
- 1990 : Louis-René des Forêts
- 1991 : Béatrix Beck
- 1992 : Louis Calaferte
- 1993 : Jean Tardieu
- 1994 : Dominique Rolin
- 1995 : Marthe Robert
- 1996 : Patrick Modiano
- 1997 : Prix non décerné
- 1998 : Michel Houellebecq et Jean Starobinski
- 1999 : Réjean Ducharme et François Cochet